# Alain Guillermou
Alain Guillermou (n. 2 ianuarie 1913, Toulon, Franța – d. 24 octombrie 1998, Paris, Franța) a fost un lingvist francez, profesor de limba română la Institut national des langues et civilisations orientales (Institutul Național de Limbi și Civilizații Orientale, INALCO) din Paris și eminescolog.
A fost elev al École normale supérieure (Școala Normală Superioară) din Paris (1933). A participat la Primul Congres internațional de Românistică, desfășurat în perioada 21–23 martie 1974 la Amsterdam, unde nu a ținut o comunicare, dar a fost foarte activ în cadrul dezbaterilor.

## Lucrări
- Essai sur la syntaxe, Klincksieck, 1962 ISBN 978-2-86460-591-1
- La genèse intérieure des poésies, Klincksieck, ISBN 978-2-86460-563-8
- Le français, langue sans frontières cu Maurice Genevoix. Fédération du français universel, Paris, Le Pavillon, 1973
- Livre des saints et des prénoms, Desclée de Brouwer (1re édition 1976) ELIADE, Mircea,
- Les Jésuites. PUF, coll. « Que sais-je ? », 1999. ISBN 978-2-13-044334-6
- Manuel de langue roumaine, Klincksieck, ISBN 978-2-252-02824-7 (1re édition 1953, rééd. 2003)
- Saint Ignace de Loyola et la Compagnie de Jésus, (Maîtres spirituels, 23) Le Seuil, Paris, 1960, 187p. Réed Le Seuil, 2007 ISBN 978 2757804124

## Traduceri
- Mircea Eliade, Le vieil homme et l'officier (Pe strada Mântuleasa...), Gallimard, Paris, 1968; reeditată în 1977, 1981 și 1990.